# Cassongue
Cassongue, também grafado como Kassongue, é uma cidade e município da província do Cuanza Sul, em Angola.
Tem 6 500 km² e cerca de 117 mil habitantes. É limitado a norte pelos municípios de Seles e Cela, a leste pelo município de Bailundo, a sul pelos municípios de Londuimbale e Balombo, e a oeste pelos municípios de Bocoio e Sumbe.
O município é constituído pela comuna-sede, correspondente à cidade de Cassongue, e pelas comunas de Pambangala, Dumbi e Atome.